# Красноармейское (Раздольненский район)
Красноарме́йское  (до 1948 года Коджала́к; укр. Красноармійське, крымскотат. Qocalaq, Къоджалакъ) — село в Раздольненском районе Республики Крым, входит в состав Зиминского сельского поселения (согласно административно-территориальному делению Украины — Зиминского сельского совета Автономной Республики Крым)

## Население
| 2001 | 2014 |
| ---- | ---- |
| 467  | ↘409 |

Всеукраинская перепись 2001 года показала следующее распределение по носителям языка
| Язык             | Процент |
| ---------------- | ------- |
| украинский       | 54.18   |
| русский          | 27.62   |
| крымскотатарский | 14.56   |
| другие           | 0.86    |

### Динамика численности
| - 1892 год — 38 чел. - 1900 год — 55 чел. - 1915 год — 21 чел. - 1918 год — 80 чел. - 1926 год — 95 чел. | - 1939 год — 112 чел. - 1989 год — 409 чел. - 2001 год — 467 чел. - 2009 год — 402 чел. - 2014 год — 409 чел. |

## Современное состояние
На 2016 год в Красноармейском числится 6 улиц; на 2009 год, по данным сельсовета, село занимало площадь 61 гектар, на которой в 123 дворах проживало 402 человека. В селе действуют сельский клуб, библиотека, фельдшерско-акушерский пункт. Красноармейское связано автобусным сообщением с райцентром и соседними населёнными пунктами.

## География
Красноармейское — село на юго-востоке района, в степном Крыму, высота центра села над уровнем моря — 59 м. Ближайшие населённые пункты — Воронки в 4 км на север, Овражное в 1,5 км на восток и Чехово в 3,5 км на юг. Расстояние до райцентра около 28 километров (по шоссе), ближайшая железнодорожная станция — Евпатория — примерно 50 километров. Транспортное сообщение осуществляется по региональной автодороге 35Н-421 Берёзовка — Овражное (по украинской классификации — С-0-11101).

## История
Первое упоминание деревни встречается в «Книге путешествий» Эвлии Челеби под 1667 годом.
В следующем документе селение встречается в Камеральном Описании Крыма… 1784 года, судя по которому, в последний период Крымского ханства Ходжалак входил в Шейхелский кадылык Козловского каймаканства. Видимо, деревня была покинута жителями, эмигрировавшими в Турцию после присоединения Крыма к России 8 февраля 1784 года, поскольку в документах конца XVIII—XIX веков не упоминается. Встречается поселение, как развалины деревни Коджалак на военно-топографических картах 1842 и 1865—1876 годов.
Возрождена деревня крымскими немцами лютеранами в Биюк-Асской волости Евпаторийского уезда в 1888 году некими Циндлером и Прутом, приобретшими 1600 десятин земли. Согласно «…Памятной книжке Таврической губернии на 1892 год», в посёлке Коджанак, входившем в Кадышский участок, было 38 жителей в 6 домохозяйствах.
Земская реформа 1890-х годов в Евпаторийском уезде прошла после 1892 года, в результате посёлок Коджалак приписали к Агайской волости.
По «…Памятной книжке Таврической губернии на 1900 год» в посёлке числилось 55 жителей в 3 дворах. По Статистическому справочнику Таврической губернии. Ч.II-я. Статистический очерк, выпуск пятый Евпаторийский уезд, 1915 год, в экономии Коджалак (Роберта Прута) Агайской волости Евпаторийского уезда числилось 4 двора с немецким населением в количестве 28 человек приписных жителей (в 1918 году население составило — 80 человек). Кроме того, согласно списку 1915 года «…русских подданных из австрийских, венгерских или германских выходцев» землевладельцев, опубликованном в газете «Таврические губернские ведомости» в апреле 1915 года, при деревне Коджалак значилась Циндлер Ольга Августовна, владевшая участком земли в 12 десятин 2167 квадратных саженей.
После установления в Крыму Советской власти, по постановлению Крымревкома от 8 января 1921 года № 206 «Об изменении административных границ» была упразднена волостная система и в составе Евпаторийского уезда был образован Бакальский район, в который включили село, а в 1922 году уезды получили название округов. 11 октября 1923 года, согласно постановлению ВЦИК, в административное деление Крымской АССР были внесены изменения, в результате которых округа были отменены, Бакальский район упразднён и село вошло в состав Евпаторийского района. Согласно Списку населённых пунктов Крымской АССР по Всесоюзной переписи 17 декабря 1926 года, в селе Коджалак, в составе упразднённого к 1940 году Агайского сельсовета Евпаторийского района, числилось 19 дворов, из них 18 крестьянских, население составляло 95 человек, из них 80 немцев, 14 украинцев и 1 русский, действовала немецкая школа. Постановлением ВЦИК РСФСР от 30 октября 1930 года был создан Фрайдорфский еврейский национальный (лишённый статуса национального постановлением Оргбюро ЦК КПСС от 20 февраля 1939 года) район (переименованный указом Президиума Верховного Совета РСФСР № 621/6 от 14 декабря 1944 года в Новосёловский) (по другим данным 15 сентября 1931 года) и Коджалак включили в его состав. По данным всесоюзной переписи населения 1939 года в селе проживало 112 человек. Вскоре после начала Великой Отечественной войны, 18 августа 1941 года крымские немцы были выселены, сначала в Ставропольский край, а затем в Сибирь и северный Казахстан.
С 25 июня 1946 года в составе Крымской области РСФСР. Указом Президиума Верховного Совета РСФСР от 18 мая 1948 года, Коджалак переименовали в Красноармейское. 26 апреля 1954 года Крымская область была передана из состава РСФСР в состав УССР. 25 июля 1953 года Новоселовский район был упразднен и село включили в состав Раздольненского. Время включения в Воронкинский сельсовет пока не установлено: на 15 июня 1960 года село уже числилось в его составе. Указом Президиума Верховного Совета УССР «Об укрупнении сельских районов Крымской области», от 30 декабря 1962 года село присоединили к Черноморскому району. 1 января 1965 года, указом Президиума ВС УССР «О внесении изменений в административное районирование УССР — по Крымской области», вновь включили в состав Раздольненского. По данным переписи 1989 года в селе проживало 409 человек. С 12 февраля 1991 года село в восстановленной Крымской АССР, 26 февраля 1992 года переименованной в Автономную Республику Крым. С 21 марта 2014 года в составе Крыма аннексировано Россией.
12 мая 2016 года парламент Украины, не признающий российскую аннексию, принял постановление о переименовании села в Коджалак (укр. Коджалак), в соответствии с законами о декоммунизации, однако данное решение не вступает в силу до «возвращения Крыма под общую юрисдикцию Украины».